# Toshio Matsuura
Toshio Matsuura (松浦敏夫?, Matsuura Toshio; Yokohama, 20 novembre 1955) è un allenatore di calcio ed ex calciatore giapponese.

## Carriera

### Club
Formatosi nel club calcistico dell'università di Waseda, nel 1978 passò al Nippon Kokan dove trascorse la propria carriera, conclusasi nel 1991 dopo aver messo a segno 68 reti in massima serie e vinto il titolo di capocannoniere per due stagioni consecutive. Condivide con Teruki Miyamoto il sesto posto tra i migliori dieci cannonieri della Japan Soccer League.

### Nazionale
Tra il 1981 e il 1987 ha totalizzato 22 presenze in nazionale maggiore, mettendo a segno sei reti.

### Allenatore
Dopo il ritiro, allenò il Nippon Kokan fino al 1993, anno in cui la squadra cessò l'attività.

## Palmarès

### Club
- Coppa dell'Imperatore: 1

1981
- Japan Soccer League Cup: 2

1980, 1987

### Individuale
- Capocannoniere della Japan Soccer League: 2 volte